# Regering-Vervoort III
De regering-Vervoort III (18 juli 2019 - heden) is de huidige Brusselse Hoofdstedelijke Regering, onder leiding van Rudi Vervoort (PS). Het is een zesdelige coalitie: de socialistische partijen PS (17 zetels) en Vooruit (3 zetels), de ecologisten van Ecolo (15 zetels) en Groen (4 zetels), de Franstalige federalisten van DéFI (10 zetels) en de Vlaamse liberalen van Open Vld (3 zetels).
De regering volgde de regering-Vervoort II op na de gewestverkiezingen van 26 mei 2019. Ten opzichte van deze regering verdwenen de christendemocraten en deden de groenen hun intrede in de Brusselse regering. Het was voor de eerste keer in de geschiedenis dat CD&V in de oppositie belandde in Brussel.

## Vorming
De vorige regering was een coalitie bestaande uit de PS, cdH en Défi aan de Franstalige kant, en CD&V, Open Vld en sp.a aan de Nederlandstalige kant. Na de gewestelijke verkiezingen van 26 mei 2019 was deze meerderheid niet langer hernieuwbaar en vertegenwoordigde ze slechts 40 van de 89 zetels in het Brussels Parlement. Terwijl de meerderheidspartijen allemaal zetels verloren, zaten de ecologisten (Ecolo en Groen) en de PTB-PVDA in de lift.
Op 31 mei 2019 begonnen Groen, Open Vld en one.brussels-sp.a. te onderhandelen over een meerderheidsakkoord voor het Nederlandstalig kiescollege. Aan Franstalige zijde leidde de PS de voorbesprekingen. Rudi Vervoort en Laurette Onkelinx ontmoeten eind mei vertegenwoordigers van Ecolo en MR en begin juni vertegenwoordigers van DéFI, PTB en cdH. De cdH sloot zichzelf echter uit van de onderhandelingen op 5 juni door aan te kondigen dat zij de oppositie had gekozen na haar slechte verkiezingsresultaten. De PTB, die als eenheidspartij opriep om zich aan te sluiten bij zowel de Franstalige als de Nederlandstalige meerderheid, werd kort daarna van de besprekingen uitgesloten. Ten slotte hadden de Franstalige socialisten op 14 juni een Franstalige meerderheid van PS-Ecolo-DéFI voorgesteld. De Open Vld eiste vervolgens dat de MR deel zou uitmaken van de Franstalige meerderheid, maar dat werd geweigerd.
De bereidheid van de Vlaamse liberalen om de Franstalige liberalen in de meerderheid op te nemen was de oorzaak van een aantal vertragingen in de onderhandelingen. Hoewel de besprekingen over een regeringsakkoord op 24 juni zouden beginnen, kwam Open Vld pas op 1 juli terug aan de onderhandelingstafel. Op 12 juli, toen de onderhandelingen bijna waren afgerond, vroeg de MR om zich weer bij de Brusselse meerderheid aan te sluiten na de toetreding tot de onderhandelingen in het Waalse Gewest, wat door de Brusselse onderhandelaars werd geweigerd. Op 16 juli deed Open Vld nog een laatste poging om de MR in de besprekingen te betrekken door te weigeren terug te keren naar de onderhandelingstafel, maar zou uiteindelijk toegeven en de besprekingen hervatten.
Op 17 juli om 15.30 uur werd het regeringsakkoord gesloten en 's middags aan de pers gepresenteerd. De nieuwe regering werd op 18 juli voor het Brussels Parlement beëdigd. Het Brussels Parlement gaf op 20 juli zijn vertrouwen aan de nieuwe regering: 50 stemmen voor, 35 stemmen tegen en 1 onthouding.

## Samenstelling

### Regering
Aan Franstalige kant vormden de partijen PS, Ecolo en DéFI en de Nederlandstalige partijen Groen, Open Vld en one.brussels-sp.a (sinds 2021 one.brussels-Vooruit genoemd) een coalitie. Het regeerakkoord werd voorgesteld op woensdag 17 juli 2019. Minister-president Vervoort legde op donderdag 18 juli de eed af bij koning Filip.
| Naam | Naam                       | Partij               | Partij   | Functie en bevoegdheden | Termijn                     |
| ---- | -------------------------- | -------------------- | -------- | --- | --------------------------- |
|      | Rudi Vervoort (1958)       |                      | PS       | Minister-president en Minister Territoriale Ontwikkeling en Stadsvernieuwing, Toerisme, de Promotie van het Imago van Brussel en Biculturele Zaken van gewestelijk Belang                             | 18 juli 2019 - heden        |
|      | Elke Van den Brandt (1980) |                      | Groen    | Voorzitter Mobiliteit, Verkeersveiligheid en Openbare Werken | 18 juli 2019 - heden        |
|      | Alain Maron (1972)         |                      | Ecolo    | Minister Klimaattransitie, Leefmilieu, Energie en Participatieve Democratie | 18 juli 2019 - heden        |
|      | Sven Gatz (1967)           |                      | Open Vld | Minister Financiën, Begroting, Openbaar Ambt, de Promotie van Meertaligheid en van het Imago van Brussel                                                                                              | 18 juli 2019 - heden        |
|      | Bernard Clerfayt (1961)    |                      | DéFI     | Minister Werk en Beroepsopleiding, Digitalisering, Plaatselijke Besturen en Dierenwelzijn | 18 juli 2019 - heden        |
|      | Nawal Ben Hamou (1987)     |                      | PS       | Staatssecretaris Huisvesting en Gelijke Kansen (bevoegdheid gedelegeerd door minister-president Rudi Vervoort)                                                                                        | 18 juli 2019 - heden        |
|      | Pascal Smet (1967)         |                      | Vooruit  | Staatssecretaris Stedenbouw en Erfgoed, Europese en Internationale Betrekkingen, Buitenlandse Handel en Brandbestrijding en Dringende Medische Hulp (bevoegdheid gedelegeerd door minister Sven Gatz) | 18 juli 2019 - 18 juni 2023 |
|      | Ans Persoons (1979)        | 23 juni 2023 - heden | Vooruit  | Staatssecretaris Stedenbouw en Erfgoed, Europese en Internationale Betrekkingen, Buitenlandse Handel en Brandbestrijding en Dringende Medische Hulp (bevoegdheid gedelegeerd door minister Sven Gatz) |                             |
|      | Barbara Trachte (1981)     |                      | Ecolo    | Staatssecretaris Economische Transitie en Wetenschappelijk Onderzoek (bevoegdheid gedelegeerd door minister Alain Maron)                                                                              | 18 juli 2019 - heden        |

### Gemeenschapscommissies

#### Gemeenschappelijke Gemeenschapscommissie (GGC)
| Naam | Naam                       | Partij | Partij   | Functie en bevoegdheden                                                              |
| ---- | -------------------------- | ------ | -------- | ------------------------------------------------------------------------------------ |
|      | Rudi Vervoort (1958)       |        | PS       | Voorzitter                                                                           |
|      | Elke Van den Brandt (1980) |        | Groen    | Minister Gezondheid en Sociale Actie                                                 |
|      | Alain Maron (1972)         |        | Ecolo    | Minister Gezondheid en Sociale Actie                                                 |
|      | Sven Gatz (1967)           |        | Open Vld | Minister Gezinsbijlagen, Openbaar Ambt, Financiën, Begroting en Externe Betrekkingen |
|      | Bernard Clerfayt (1961)    |        | DéFI     | Minister Gezinsbijlagen, Openbaar Ambt, Financiën, Begroting en Externe Betrekkingen |

#### Vlaamse Gemeenschapscommissie (VGC)
| Naam | Naam                       | Partij               | Partij   | Functie en bevoegdheden                                                | Termijn                     |
| ---- | -------------------------- | -------------------- | -------- | ---------------------------------------------------------------------- | --------------------------- |
|      | Elke Van den Brandt (1980) |                      | Groen    | Voorzitter Begroting, Financiën, Welzijn, Kinderopvang en Stedenbeleid | 18 juli 2019 - heden        |
|      | Sven Gatz (1967)           |                      | Open Vld | Minister Onderwijs                                                     | 18 juli 2019 - heden        |
|      | Pascal Smet (1967)         |                      | Vooruit  | Minister Jeugd, Cultuur en Sport                                       | 18 juli 2019 - 18 juni 2023 |
|      | Ans Persoons (1979)        | 23 juni 2023 - heden | Vooruit  | Minister Jeugd, Cultuur en Sport                                       |                             |

#### Franse Gemeenschapscommissie (FGC)
| Naam | Naam                    | Partij | Partij | Functie en bevoegdheden                                                                                           |
| ---- | ----------------------- | ------ | ------ | --- |
|      | Barbara Trachte (1981)  |        | Ecolo  | Voorzitter Begroting, Ambtenarenzaken en Gezinsbeleid                                                             |
|      | Rudi Vervoort (1958)    |        | PS     | Minister Onderwijs, Crèches, Cultuur, Personen met een Handicap, Studentenzaken Toerisme en Transport naar School |
|      | Alain Maron (1972)      |        | Ecolo  | Minister Sociale Actie en Gezondheid                                                                              |
|      | Nawal Ben Hamou (1987)  |        | PS     | Minister Sociale Cohesie en Sport                                                                                 |
|      | Bernard Clerfayt (1961) |        | DéFI   | Minister Vorming en Internationale Relaties                                                                       |

## Centrale functies
|                                             | Functie en bevoegdheden                      | Naam | Naam           | Partij | Partij  | Termijn              |
| ------------------------------------------- | -------------------------------------------- | ---- | -------------- | ------ | ------- | -------------------- |
|                                             | Voorzitter Brussels Hoofdstedelijk Parlement |      | Rachid Madrane |        | PS      | 18 juli 2019 - heden |
| Voorzitter Verenigde Vergadering van de GGC |                                              |      | Rachid Madrane |        | PS      | 18 juli 2019 - heden |
|                                             | Voorzitter Raad van de VGC                   |      | Fouad Ahidar   |        | Vooruit | 18 juli 2019 - heden |
|                                             | Voorzitter Raad van de FGC                   |      | Magali Plovie  |        | Ecolo   | 18 juli 2019 - heden |

Picqué I · 
Picqué II · 
Simonet I · 
de Donnea · 
Ducarme · 
Simonet II · 
Picqué III · 
Picqué IV · 
Vervoort I ·
Vervoort II ·
Vervoort III